# Meződ
Meződ je vas na Madžarskem, ki upravno spada pod podregijo Sásdi Županije Baranja.